# Circuleen

Structuurformule van [7]circuleen

Een circuleen is in de organische chemie een verbinding waarvan de moleculen bestaan uit tot een cirkel aan elkaar gekoppelde benzeenringen. Systematisch worden de verbindingen als circulenen benoemd, waarbij een cijfer tussen rechte haken aangeeft hoeveel benzeenringen aan elkaar gekoppeld zijn. Omdat de structuur van de benzeenring vlak is, is eigenlijk alleen [6]circuleen een spanningsvrije verbinding. [5]Circuleen of corannuleen, [6]circuleen of coroneen en [7]circuleen zijn in het laboratorium bereid. De verbindingen maken deel uit van de groep geodetische polyarenen. [5]Circuleen is een molecule met een soepkom-vorm; [6]circuleen is vlak en [7]circuleen heeft een unieke zadelvorm.